# Erick Lindgren
Erick A. Lindgren (* 11. August 1976 in Burney, Kalifornien) ist ein professioneller US-amerikanischer Pokerspieler.
Lindgren hat sich mit Poker bei Live-Turnieren mehr als 10,5 Millionen US-Dollar erspielt. E-Dog, wie er genannt wird, ist zweifacher Braceletgewinner der World Series of Poker, bei der er 2008 als Spieler des Jahres ausgezeichnet wurde. Auch bei der World Poker Tour gewann er zwei Titel sowie 2003/04 die Auszeichnung als Spieler des Jahres.

## Pokerkarriere

### Werdegang
Lindgrens Karriere begann im Jahr 2002 mit dem Gewinn seines ersten bedeutenden Turniers im Hotel Bellagio am Las Vegas Strip. Zehn Monate später errang Lindgren einen Titel beim Main Event der World Poker Tour (WPT), im März 2004 sicherte er sich bei der partypoker Million III seinen zweiten WPT-Titel. Im Januar 2005 belegte er den zweiten Platz bei einem der Circuitturniere der World Series of Poker (WSOP) in Atlantic City und erhielt 430.000 US-Dollar. Bei einem von Full Tilt Poker veranstalteten Turnier am Las Vegas Strip gelang ihm der Sieg über Mike Matusow, Clonie Gowen, Erik Seidel, John Juanda, Chris Ferguson und Phil Ivey, wofür er 600.000 US-Dollar erhielt. Sein Sieg bei der A$100.000 Challenge der Aussie Millions Poker Championship in Melbourne im Januar 2007 brachte ihm ein Preisgeld in Höhe von einer Million Australischen Dollar ein. Bei der WSOP 2008 im Rio All-Suite Hotel and Casino am Las Vegas Strip gewann er sein erstes Bracelet in der Variante Mixed Hold’em (Limit/No-Limit) mit 5000 US-Dollar Buy-in. Außerdem wurde er Dritter im prestigeträchtigen H.O.R.S.E.-Turnier (Buy-in: 50.000 US-Dollar) und war insgesamt an drei Finaltischen. Aufgrund dieser Leistungen wurde er als WSOP Player of the Year ausgezeichnet. Bei der WSOP 2013 gewann er sein zweites Bracelet.
Lindgren hatte einen Exklusiv-Vertrag mit dem Onlinepoker-Raum Full Tilt Poker. Er war von 2011 bis 2014 mit der Pokerspielerin Erica Schoenberg verheiratet und hat mit ihr ein Kind.

### Preisgeldübersicht
| Jahr   | Preisgeld (in $) | Turniersiege |
| ------ | ---------------- | ------------ |
| 2000   | 8.450            | 1            |
| 2001   | 0                | 0            |
| 2002   | 238.426          | 1            |
| 2003   | 698.872          | 1            |
| 2004   | 1.089.325        | 1            |
| 2005   | 1.042.998        | 1            |
| 2006   | 1.647.085        | 3            |
| 2007   | 1.088.174        | 1            |
| 2008   | 1.501.493        | 1            |
| 2009   | 76.679           | 0            |
| 2010   | 113.023          | 2            |
| 2011   | 953.017          | 0            |
| 2012   | 50.810           | 0            |
| 2013   | 1.343.825        | 2            |
| 2014   | 153.365          | 0            |
| 2015   | 230.746          | 0            |
| 2016   | 66.309           | 0            |
| 2017   | 44.353           | 0            |
| 2018   | 186.364          | 1            |
| 2019   | 37.703           | 1            |
| 2020   | 1.760            | 0            |
| 2021   | 0                | 0            |
| 2022   | 22.951           | 0            |
| 2023   | 135.358          | 0            |
| gesamt | 10.731.086       | 16           |

### Braceletübersicht
Lindgren kam bei der WSOP 53-mal ins Geld und gewann zwei Bracelets:
| Jahr | Buy-in (in $) | Turnier                        | Teilnehmer | Preisgeld (in $) |
| ---- | ------------- | ------------------------------ | ---------- | ---------------- |
| 2008 | 5000          | Mixed Hold’em (Limit/No Limit) | 332        | 374.505          |
| 2013 | 5000          | No-Limit Hold’em / Six Handed  | 516        | 606.317          |